# Ahli Al-Khaleel
El Ahli Al-Khaleel, también nombrado Ahli Al-Khalil o Ahli Al Jalil, es un club de fútbol con sede en la ciudad de Al Jalil en Cisjordania, Estado de Palestina. El club fue fundado en 1974 y milita en la Cisjordania Premier League.

## Historia
El club logró su primer título a nivel nacional conquistando la Copa de Palestina en 2015, obteniendo la clasificación a la Copa de la AFC.
A nivel internacional debutó en la fase preliminar de Copa de la AFC 2016 con una victoria ante el FK Khujand, campeón de Tayikistán, que lo clasificó a la fase de grupos de dicho torneo.
El 9 de enero de 2016 de manera de estrechar relaciones con la comunidad palestina de Chile, el club disputó un partido amistoso ante el Club Deportivo Palestino en territorio chileno.

## Palmarés
- Copa de Palestina: 2

2014-15, 2015-16
Rendimiento local
| Temporada | Liga | Liga | Liga | Liga | Liga | Liga | Liga | Liga | Liga    | Copa de Palestina |
| Temporada | Div. | Pos. | PJ   | G    | E    | P    | GF   | GC   | Pts.    | Copa de Palestina |
| --------- | ---- | ---- | ---- | ---- | ---- | ---- | ---- | ---- | ------- | ----------------- |
| 2012-13   | 1st  | 6    | 22   | 6    | 10   | 6    | 35   | 38   | 28      |                   |
| 2013-14   | 8    | 22   | 6    | 7    | 9    | 28   | 34   | 25   |         |                   |
| 2014-15   | 7    | 22   | 8    | 4    | 10   | 29   | 33   | 28   | Campeón |                   |
| 2015-16   | 4    | 22   | 8    | 7    | 7    | 25   | 22   | 31   | Campeón |                   |

## Participación en competiciones de la AFC
A nivel internacional ha participado en 1 torneo continental, en la Copa de la AFC del año 2016.
- Copa de la AFC: 1 aparición

2016 - Fase de grupos